# George Winston
George Winston (Míchigan, Estados Unidos, 1949-4 de junio de 2023) fue un pianista estadounidense autodefinido como "pianista rural folk".
Muchas de sus obras evocan la esencia de las estaciones y recrean paisajes naturales. Es adscrito como un compositor de música neoclásica en cuyas actuaciones interpreta el piano, la armónica o la guitarra. Es conocido por incursionar en la música new age, el jazz y la música contemporánea.
Ha sido nominado en 5 ocasiones a los Premios Grammy habiendo ganado uno, en la categoría de mejor álbum New Age, por su disco Forest de 1995.

## Biografía
Nació en Míchigan y creció en Miles City (Montana) completando su formación en Misisipi y Florida.
Realizó su primera grabación con el sello Takoma propiedad de John Fahey. El álbum Ballads and Blues (1972), posteriormente renombrado Piano Solos (1973), no obtuvo mucha repercusión.

"Sin John Fahey, no sería nada. ¿Quién iba a grabar un solista de piano en 1972?. Pero cuando me encontré con su música, antes de conocerlo, me di cuenta de que estaba haciendo todo lo que quería hacer: tocar música como solista instrumental y grabar a otros solistas instrumentales. No sabía que se podría hacer. Es como la historia de Roger Bannister corriendo la milla en cuatro minutos: una vez que lo hizo, otros lo siguieron. Cuando ves a un mentor hacer algo como lo que hizo John sabes que tienes que trabajar pero al menos sabes que se puede hacer"
George Winston sobre John Fahey (PopMatters, 2017) 

Sin embargo en 1979 William Ackerman, fundador de Windham Hill Records, habló con Winston sobre la posibilidad de tener sus grabaciones como símbolo de su nuevo sello de grabación. Winston interpretó primero algunas obras para guitarra que le gustaban y luego algo de "música nocturna" al piano. Los planes iniciales de Ackerman de publicar un álbum de guitarra fueron modificados para publicar primero un álbum de piano que cristalizaron en el álbum Autumn (1980), uno de sus discos más vendidos producido por Ackerman, y la línea que ha seguido la carrera de Winston.

"George Winston puede no parecer revolucionario en este momento, pero en la era de la música disco, tener a un pianista solista, que no era un pianista de jazz, parecía imposible. Mi puñado de distribuidores de ese momento intentaron disuadirme de publicar el disco. Dijeron: "Tienes un bonito sello de folk". Me irritó el hecho de que esta no es una etiqueta popular. Les respondí: "No sé de lo que hablas. Hay muchos discos de guitarra. ¿Crees que son discos folk?".
Will Ackerman sobre George Winston (Innerviews, 1998) 

Todos sus álbumes siguientes obtuvieron una positiva repercusión en ventas y buena acogida entre la crítica: December (1982) y Winter into Spring (1982) superaron el millón de ejemplares vendidos. Forest (1994) ganó en 1996 un Grammy por "Mejor álbum de New Age". No obstante la vinculación con la música new age es algo que Winston ha negado en reiteradas ocasiones.

"Es un nombre inapropiado. No tengo nada que ver con nada espiritual. Solo interpreto canciones. Es como si alguien te llamara Jim y ese no es tu nombre. No sé de dónde vino eso. Ni siquiera sé de qué se trata."
George Winston (2017) 

En 1983 Winston fundó su propio sello discográfico, Dancing Cat Records, a través del cual ha publicado sus referencias en colaboración con otros sellos como Windham Hill, hasta su última referencia publicada en 1999, o RCA. También ha tenido una importante labor editorial publicando álbumes de artistas que trabajan la guitarra Slack Key, un tipo de guitarra acústica características del archipiélago de Hawái.
En 2002 editó Night Divides the Day - The music of the Doors. Este disco reinterpreta la música de los años 60 de la legendaria banda The Doors en versiones para piano solo. Tuvo una gran repercusión tanto entre los seguidores de Winston como entre los de The Doors. El título del disco es una frase de la canción Break on Through que según él es "la mejor pieza musical que escuché en mi vida.(...) Nunca escuché algo que se le parezca".
En su trayectoria Winston también ha realizado bandas sonoras para cine y televisión. Su debut fue en el cortometraje Recorded Live (1975) a la que siguieron Little Ears: The Velveteen Rabbit (1984), This Is America, Charlie Brown (1988), Sadako and the Thousand Paper Cranes (1991) y Bury the Hatchet (2010). También ha editado el Canon de Pachelbel empleada para la banda sonora de la película coreana My Sassy Girl.
En 2015 Winston fue sometido a una operación de un trasplante de médula ósea para combatir el síndrome mielodisplásico, enfermedad que en ocasiones puede derivar a la leucemia, y de la que lleva tratándose desde 2012. Dos años más tarde publicó un álbum benéfico dirigido a la investigación del cáncer Spring Carousel.

"De vez en cuando se escucha un destello de melancolía, con piezas como Many Clocks y Carousel 2 que insinúan algunas noches oscuras e ineludibles abismos pero, en su mayor parte, Spring Carousel se integra con el reconfortante George Winston de Winter Into Spring y Summer".
Crítica de James Christopher Monger (AllMusic) 

## Discografía
- Ballads and Blues (1972)[16]
- Piano Solos (1973)[17]
- Autumn (1980)[18]
- December (1982)[19]
- Winter Into Spring (1982)[20]
- The Velvetten Rabbit (con Meryl Streep) (1985)[21]
- Summer (1991)[22]
- Forest (1994)[23]
- Sadako And The Thousand Paper Cranes (con Liv Ullmann) (1995)[24]
- Linus & Lucy - The Music Of Vince Guaraldi (1996)[25]
- Plains (1999)[26]
- Night Divides The Day - The Music Of The Doors (2002)[27]
- Montana - A Love Story (2004)[28]
- Gulf Coast Blues & Impressions (A Hurricane Relief Benefit) (2006)[29]
- Love Will Come - The Music Of Vince Guaraldi Volume 2 (2010)[30]
- Gulf Coast Blues & Impressions 2 – A Louisiana Wetlands Benefit (2012)[31]
- Spring Carousel (2017)[32]
- Restless Wind (2019)[33]
- Night (2022)[34]